# 美国服装鞋类协会
美国服装鞋类协会（American Apparel & Footwear Association，AAFA）又稱美国服装和鞋履协会、美国服装和鞋类商品协会，是代表美國数百家服装、鞋类和缝制产品公司及其供应商的行业贸易组织。美国服装和鞋类协会于2000年8月由美国服装制造商协会（American Apparel Manufacturers Association，AAMA，成立于1960年，前身是1933年成立的南方服装制造商协会，Southern Garment Manufacturers Association）和美国鞋业协会（Industry America）合并而成。

## 外部鏈接
- 官方网站